# Bonjour monsieur Shlomi
Pour les articles homonymes, voir Bonjour (homonymie).
Pour plus de détails, voir Fiche technique et Distribution.
Bonjour monsieur Shlomi (הכוכבים של שלומי, HaCochavim SHel SLomi), est un film israélien de Shemi Zarhin sorti en 2003. 
Il raconte l'histoire d'un jeune adolescent timide et effacé dans une famille en crise dont il est le « mur porteur », qui s'ouvre au monde et se découvre lui-même lorsqu'il rencontre Rona, une jeune fille sensible et généreuse.

## Synopsis
Le nouveau professeur de mathématiques d'un lycée découvre que le plus mauvais élève de la classe est un génie.

## Fiche technique
- Titre original : הכוכבים של שלומי (HaCochavim SHel SLomi)
- Titre français : Bonjour M. Shlomi
- Réalisation : Shemi Zarhin
- Scénario : Shemi Zarhin
- Musique : Jonathan Bar-Giora
- Photographie : Itzik Portal
- Montage : Einat Glaser-Zarhin
- Production : Eitan Evan
- Société de production : United King Films, Evanstone Films, IPC et Israeli Cable Television
- Pays :  Israël

- Langue : hébreu
- Genre : Comédie dramatique
- Durée : 94 minutes
- Dates de sortie : 
  - Israël : 3 avril 2003
  - France : 21 juillet 2004

## Distribution
- Oshri Cohen : Shlomi Bar-Dayan

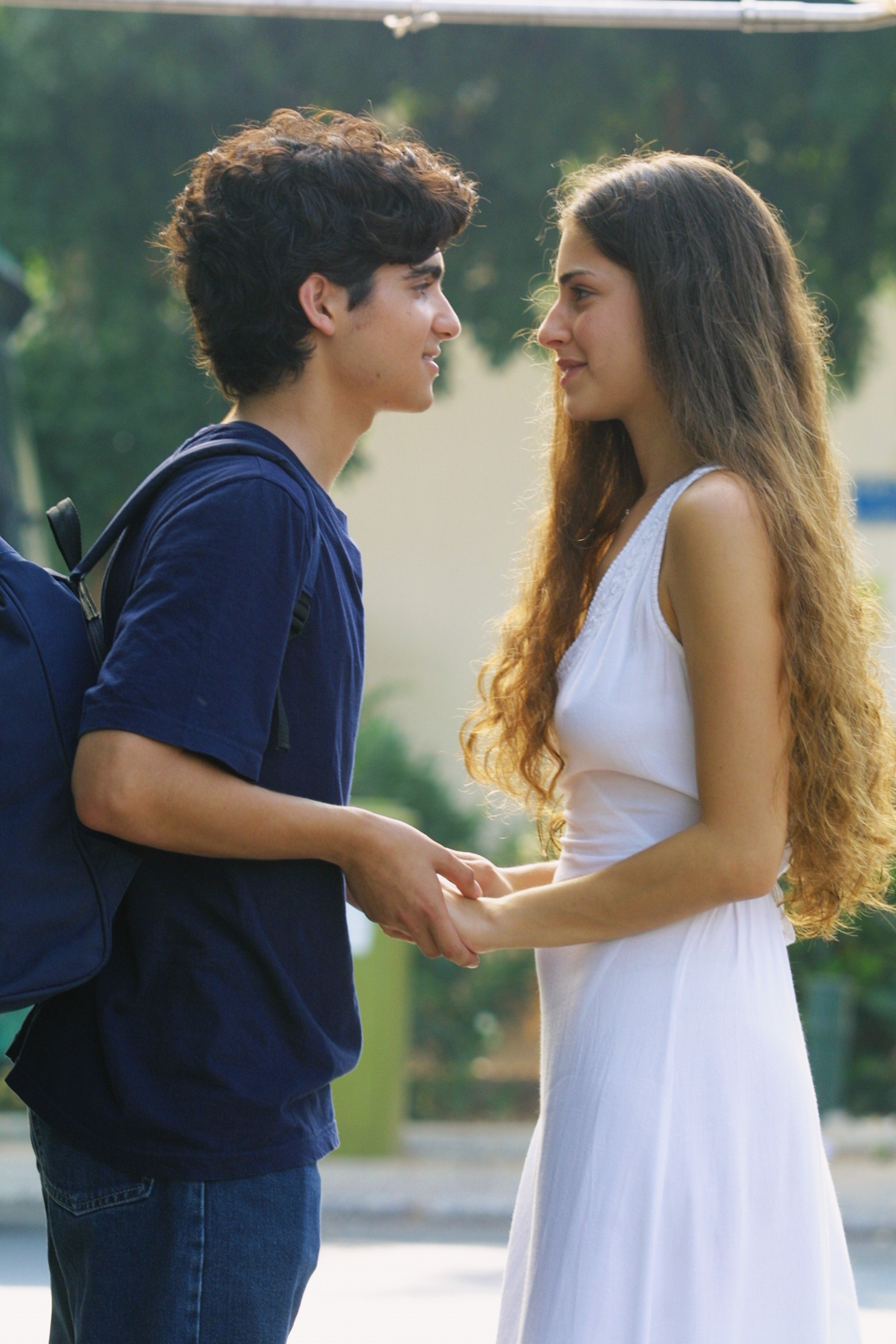
Oshri Cohen et Aya Steinovitz lors du tournage.

- Arieh Elias : grand-père Bar-Dayan
- Esti Zakheim : Ruhama Bar-Dayan
- Aya Steinovitz : Rona (créditée sous le nom d'Aya Koren)
- Yigal Naor : Avihu
- Albert Iluz : Robert Bar-Dayan
- Yonatan Rozen : Doron Bar-Dayan
- Rotem Abuhab : Ziva
- Assi Cohen : Sasi
- Rotem Zisman-Cohen : Tehila
- Nisso Kaviha : Bagin Yaish
- Rita Shukrun : Miriam Eldad
- Nissim Dayan : Yehoshua Eldad
- Hilla Sarjon : le professeur Tzvia
- Gili Biton : Moti